# Kristófer Kristinsson
Kristófer Ingi Kristinsson (* 7. April 1999 in Garðabær) ist ein isländischer Fußballspieler.

## Vereine
Kristófer spielte in der Jugend für UMF Stjarnan. Frühzeitig rückte er ins Blickfeld des Knattspyrnusamband Íslands und nahm mit der isländischen Juniorennationalmannschaft an den Olympischen Jugend-Sommerspielen 2014 im chinesischen Nanjing teil. Im Fußballwettbewerb erreichte er mit der Mannschaft das Spiel um den dritten Platz, in dem der europäische Vertreter nach einem 4:0-Erfolg über die kapverdische Auswahlmannschaft die Bronzemedaille holte. Anschließend hielt er sich im Kreis der Auswahlmannschaften und lief noch für die isländische U-16-, U-17- sowie U-19-Nationalmannschaft auf.
2016 holte der niederländische Klub Willem II Tilburg Kristófer in seinen Nachwuchsbereich. Dort durchlief er die einzelnen Nachwuchsmannschaften und rückte 2018 in die U-21-Nationalmannschaft auf. Im selben Jahr debütierte er für den Klub in der Eredivisie, als er am fünften Spieltag der Spielzeit 2018/19 am 15. September beim 2:2-Unentschieden gegen Excelsior Rotterdam Mitte der zweiten Halbzeit von Trainer Adrie Koster für Damil Dankerlui eingewechselt wurde. Zwei Minuten nachdem sein Mannschaftskamerad Fran Sol den Anschlusstreffer erzielt hatte, krönte er sein Debüt mit dem Ausgleichstreffer in der 88. Spielminute.
Mitte Juni 2019 wechselte er zur neuen Saison 2019/20 zum französischen Zweitligisten Grenoble Foot, wo er einen Vertrag mit einer Laufzeit bis zum Ende der Saison 2021/22 unterschrieb. Insgesamt bestritt er 6 von 28 möglichen Spielen für Grenoble bis zum Abbruch der Saison infolge der COVID-19-Pandemie.
Nach dem ersten Spiel der neuen Saison, in dem er nicht eingesetzt wurde, wurde er für den Rest der Saison 2020/21 an den niederländischen Verein PSV Eindhoven ausgeliehen, wo er in der 2. Mannschaft eingesetzt wurde, die in der Eerste Divisie, der zweithöchsten niederländischen Liga, spielt. Er kam zu 32 Einsätzen in 38 möglichen Ligaspielen, bei denen er acht Tore schoss.
Nach dieser Ausleihe kehrte er zunächst zu Grenoble zurück. Vor dem ersten Spiel der neuen Saison wechselte nach Dänemark zu SønderjyskE Fodbold in der Superliga, der obersten dänischen Liga. Er unterschrieb mit SønderjyskE einen Vertrag mit dreijähriger Laufzeit. In seiner ersten Saison kam er dort zu 19 von 31 möglichen Ligaspielen und fünf Pokalspielen mit vier Toren. Zur Saison 2022/23 stieg der Verein in die 1. Division ab. Hier bestritt er zwei von vier möglichen Ligaspielen und ein Pokalspiel. Ende August 2022 einigte er sich mit dem Verein über eine Vertragsauflösung.
Einige Tage später unterschrieb er beim niederländischen Zweitligisten VVV-Venlo einen Vertrag bis zum Ende der Saison 2022/23 mit der Option der Verlängerung um eine weitere Saison. Kristófer kam dort auf 16 von 37 möglichen Ligaspielen und zwei Pokalspielen.
Vor Beginn der nächsten Saison wechselte er Anfang August 2023 zurück nach Island zu Breiðablik Kópavogur, wo er einen Vertrag bis zum Jahresende unterschrieb. In der bereits im Oktober 2023 beendeten Saison kam er auf sechs von neun möglichen Ligaspielen, in denen er zwei Tore schoss.

## Nationalmannschaft
Zwischen 2016 und 2020 bestritt Kristófer Spiele mit der isländischen U 16-, U 17-, U 19- und U 21-Nachwuchs-Nationalmannschaft. Zu einer Teilnahme an einer Welt- oder Europameisterschaft in der jeweiligen Altersklasse kam es dabei nicht.